# Jonathan Hadary
Jonathan Hadary (* 11. Oktober 1948 in Chicago, Illinois) ist ein US-amerikanischer Schauspieler.

## Leben
Jonathan Hadary wurde 1948 in Chicago, im US-Bundesstaat Illinois geboren. Er wuchs in Bethesda, Maryland auf. Er besuchte die Walter Johnson High School und die Tufts University. 
Hadary machte sein Fernsehdebüt 1952 in der Fernsehserie Springfield Story. 1986 hatte er seine erste Filmrolle in As Is. Seine erste wiederkehrende Rolle hatte er 2011 bis 2014 in der Fernsehserie The Heart, She Holler. Sein Schaffen umfasst mehr als 30 Produktionen.
Hadary ist auch als Theaterschauspieler tätig. Sein Broadway-Debüt hatte er 1977 als Herschel Weinberger in der Komödie Gemini. Zu seinen bedeutenden Rollen zählen beispielsweise Arnold Beckoff in Harvey Fiersteins Torch Song Trilogy (1982–1985), Saul in As Is (1985/1986), Herbie in Gypsy (1989–1991) und Jim Heller in All Shook Up (2005). Hadarys Darstellung in dem Musical Gypsy brachte ihm eine Nominierung als bester Nebendarsteller bei den Tony Awards 1990 ein. Off-Broadway spielte er unter anderem die Rolle des Roy Cohn in Tony Kushners zweiteiligem Werk Angels in America: Millennium Approaches and Perestroika, als dessen erste nationale Tournee am Royal George Theater in Chicago begann. Hierfür wurde Hadary 1995 mit dem Joseph Jefferson Award („Jeff Award“) in der Kategorie Hauptdarsteller in einem Theaterstück ausgezeichnet.

## Filmografie
- 1952: Springfield Story (Guiding Light, Fernsehserie)
- 1983: Braingames (Fernsehserie, eine Folge)
- 1986: As Is (Fernsehfilm)
- 1988: Miami Vice (Fernsehserie, eine Folge)
- 1988: TV’s Bloopers & Practical Jokes (Fernsehserie, eine Folge)
- 1991: Law & Order (Fernsehserie, eine Folge)
- 1994: The New Age
- 1994: Die Schwanenprinzessin (The Swan Princess, Sprechrolle)
- 1996: Swift Justice (Fernsehserie, eine Folge)
- 1996: Die Jury (A Time to Kill)
- 1996: Party of Five (Fernsehserie, eine Folge)
- 1997: Private Parts
- 1997: Der Zauberwunsch (A Simple Wish)
- 1998: Wiege der Angst (Montana)
- 2000: Bait – Fette Beute (Bait)
- 2001: 100 Centre Street (Fernsehserie, eine Folge)
- 2001: Love the Hard Way
- 2002: Criminal Intent – Verbrechen im Visier (Law & Order: Criminal Intent, Fernsehserie, eine Folge)
- 2003: Ein (un)möglicher Härtefall (Intolerable Cruelty)
- 2003: Hope and Faith (Hope & Faith, Fernsehserie, eine Folge)
- 2004: Sex and the City (Fernsehserie, eine Folge)
- 2006: East Broadway (Falling for Grace)
- 2011: Margaret
- 2011–2014: The Heart, She Holler (Fernsehserie, 26 Folgen)
- 2015: Louie (Fernsehserie, eine Folge)
- 2016: Horace and Pete (Miniserie, eine Folge)
- 2016: Theater Close-Up (Fernsehserie, eine Folge)
- 2016: Incident at Vichy (Fernsehfilm)
- 2017: At Home with Amy Sedaris (Fernsehserie, eine Folge)
- 2017–2019: Veep – Die Vizepräsidentin (Veep, Fernsehserie, 7 Folgen)
- 2019: Matrjoschka (Russian Doll, Fernsehserie, eine Folge)
- 2021–2022: Girls5eva (Fernsehserie, 8 Folgen)